# Andreaskirche (Krakau)

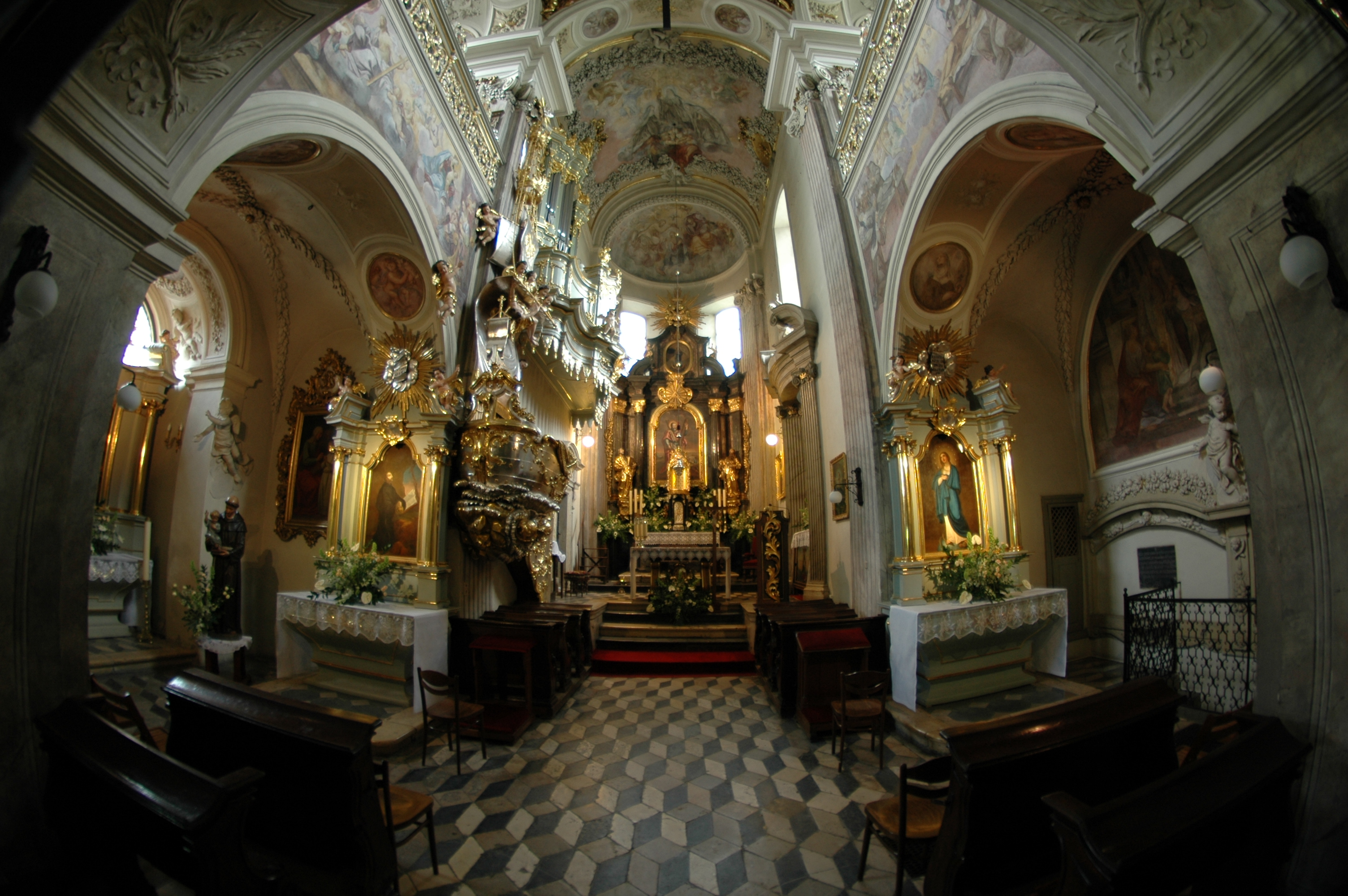
Innenraum

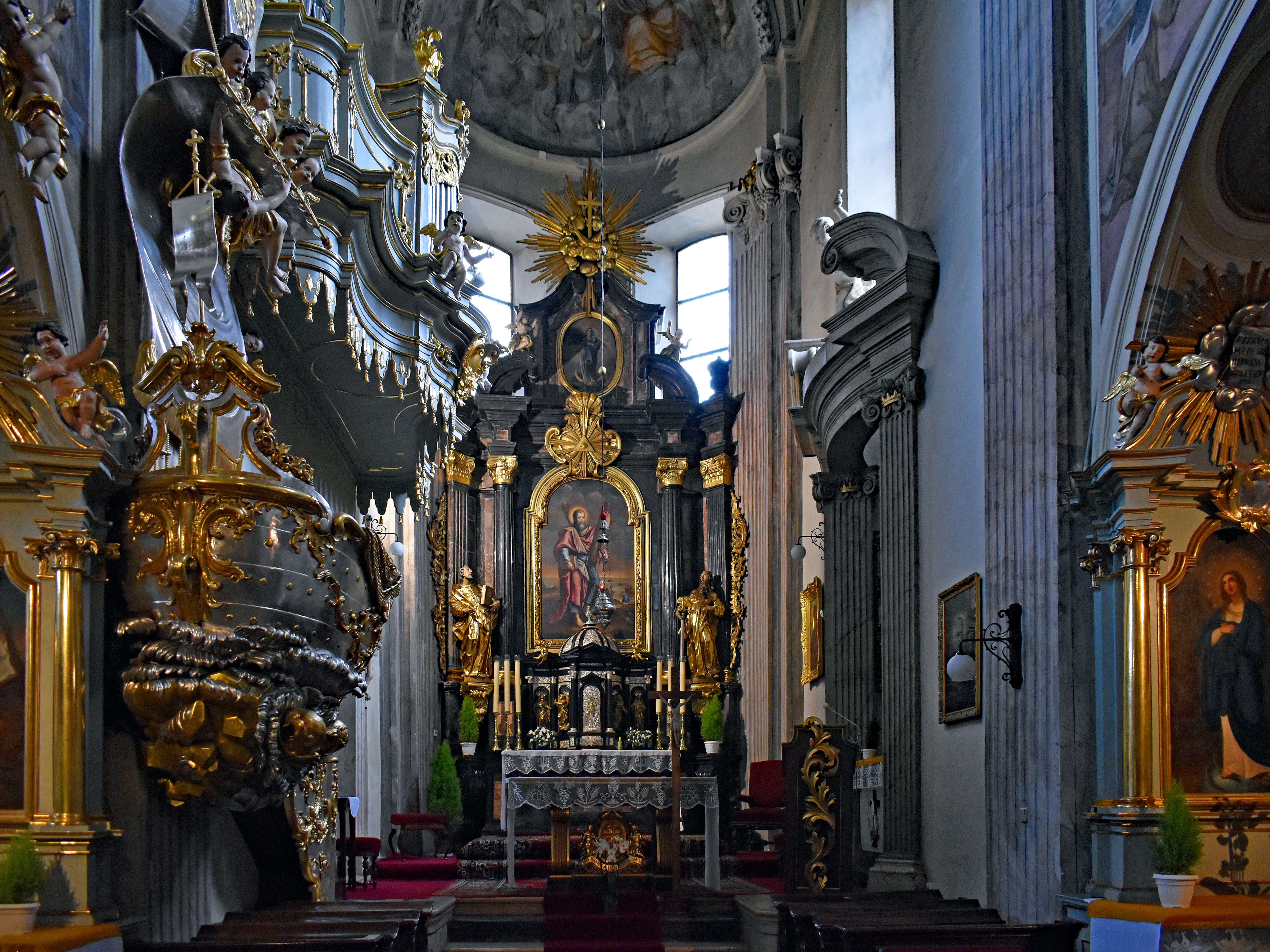
Innenraum

Die Andreaskirche (polnisch Kościół Świętego Andrzeja) befindet sich in der polnischen Stadt Krakau in der Grodzkastraße. 

## Geschichte
Die Kirche ist möglicherweise das am besten erhaltene Beispiel frühromanischer Architektur in der Stadt Krakau und in ganz Polen. Das massive Gebäude wurde gegen Ende des 11. Jahrhunderts aus Steinblöcken errichtet und erfüllte auch wichtige Verteidigungsaufgaben. Die beiden achteckigen Türme mit ihren doppelten Arkadenfenstern sind perfekte Beispiele und charakteristisch für die romanische Architektur. Sie ragen hoch über den Kirchenkörper hinaus. Die Apsis, die mit einem bescheidenen Arkadenfries und zahlreichen Details (u. a. Treppen und Fensterrahmen) verziert ist, bewahrt denselben Charakter.
Der Bau wurde wahrscheinlich bis zur Mitte des 12. Jahrhunderts erweitert, ausgebaut und verstärkt. Die Kirche überstand den tatarisch-mongolischen Überfall von 1241 und bot den meisten Bewohnern und Einwohnern der Stadt Schutz. Zu dieser Zeit wurde sie zu Recht als „untere Burg“ bezeichnet, um sie von der nahe gelegenen „oberen Burg“ auf dem Wawel-Hügel zu unterscheiden. Sie wurde manchmal auch als zweite Kirche von Krakau – nach der Wawel-Kathedrale – bezeichnet. Im Jahr 1320 wurde die Kirche dem Klarissenorden anvertraut, dessen Kloster südlich der Kirche errichtet wurde. Aus dieser Zeit stammt auch das gemauerte, gotische Oratorium, das heute als Sakristei dient.
Die barocke Innenausstattung mit reicher Stuckdekoration des italienischen Malers und Architekten Baldassare Fontana stammt aus der Renovierung nach 1700, während der Bau des Hochaltars, der dem polnischen Architekten Francesco Placidi (1710/15–1783) zugeschrieben wird, in den folgenden Jahren begonnen wurde. Die Kanzel in Form eines Schiffes und die Chorempore, die im Rokoko-Stil dekoriert ist, mit der Orgel aus dem 18. Jahrhundert im Chor, ziehen die Aufmerksamkeit auf sich. Die 1639 hinzugefügten barocken Kirchtürme stehen im Kontrast zur Strenge der romanischen Form der Kirche.